# Reserva Natural do Pólder de Audru
A Reserva Natural do Pólder de Audru é uma reserva natural que está localizado em Pärnu County, Estónia.
A área da reserva natural é de 1001 hectares.
A área protegida foi fundada em 2007 com base na Área Protegida do Pólder de Audru (em estoniano:  Audru poldri hoiuala) e parcialmente na Área Protegida da Baía de Pärnu (em estoniano:  Pärnu lahe hoiuala).